# Hyphodontia
Hyphodontia là một chi nấm trong họ Hymenochaetaceae (họ Schizoporaceae tại Index Fungorum). Chi nấm này được nhà nghiên cứu người Thụy Điển, John Eriksson định nghĩa danh pháp khoa học vào năm 1958.

## Danh sách loài

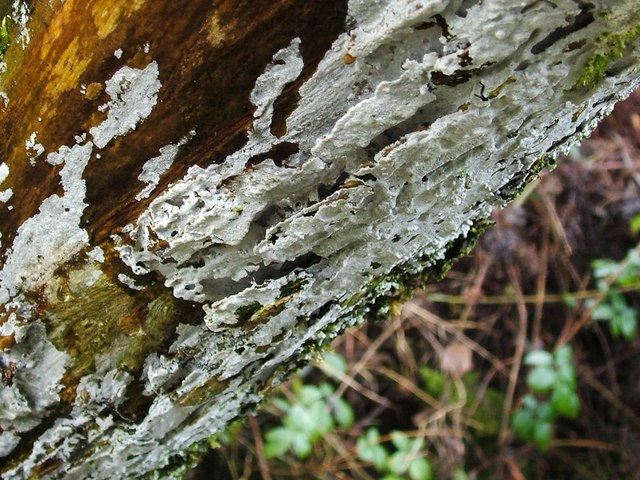
H. sambuci

- H. bieticola
- H. adhaerispora
- H. alba
- H. alienata
- H. aloha
- H. altaica
- H. alutaria
- H. apacheriensis
- H. arguta
- H. aspera
- H. barba-jovis
- H. boninensis
- H. borealis
- H. breviseta
- H. byssoidea
- H. candidissima
- H. capitata
- H. cineracea
- H. crassispora
- H. crustosoglobosa
- H. cunninghamii
- H. curvispora
- H. efibulatav
- H. erastii
- H. erikssoniiv
- H. fimbriata
- H. fimbriiformis
- H. floccosa
- H. gossypina
- H. hallenbergii
- H. halonata
- H. hastata
- H. hastifera
- H. juniperi
- H. knysnana
- H. lanata
- H. latitans
- H. macrescens
- H. magnifica
- H. microspora
- H. mollis
- H. nespori
- H. nesporina
- H. niemelaei
- H. nothofagi
- H. nudiseta
- H. ochroflava
- H. orasinusensis
- H. ovispora
- H. pallidula
- H. papillosa
- H. pelliculae
- H. poroideoefibulata
- H. propinqua
- H. pruniacea
- H. pumilia
- H. quercina
- H. radula
- H. rimosissima
- H. sambuci
- H. serpentiformis
- H. setulosa
- H. spathulata
- H. sphaerospora
- H. stipata
- H. subalutacea
- H. subdetritica
- H. subglobosa
- H. subscopinella
- H. subspathulata
- H. taiwaniana
- H. tenuicystidia
- H. tropica
- H. tuberculata
- H. tubuliformis